# Satan Met a Lady

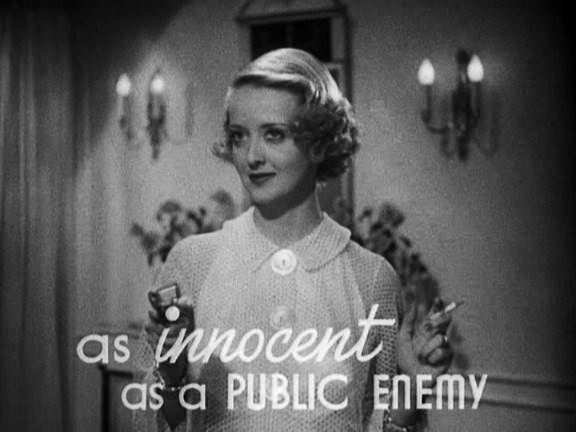
Bette Davis.

Pour plus de détails, voir Fiche technique et Distribution.
Satan Met a Lady est un film américain réalisé par William Dieterle, sorti en 1936.

## Synopsis
Le détective privé Ted Shane retourne travailler avec son ancien partenaire Ames, qui n'est pas particulièrement heureux de la situation parce que sa femme Astrid est sortie avec Ted avant leur mariage. Valerie Purvis engage les détectives pour localiser un homme appelé Farrow, et quand Ames et Farrow sont retrouvés morts, Shane est soupçonné des deux meurtres.
Shane découvre que son bureau et son appartement ont été saccagés et que sa secrétaire, Mlle Murgatroyd, a été enfermée dans un placard par Anthony Travers, qui est à la recherche d'une corne de bélier du VIIIe siècle qui, selon la rumeur, serait remplie de bijoux. Madame Barabbas est également à la recherche du trésor et envoie un homme armé pour lui amener Shane. Travaillant de tous les côtés de la rue, Shane conclut des accords avec chacun d'eux pour trouver la corne et finit par se retrouver en possession d'un paquet qui la contiendrait, mais il s'avère être plein de sable au lieu de bijoux.
La police rassemble tous les suspects, mais Shane et Valerie s'échappent. Il l'incite à avouer le meurtre d'Ames et tente de l'appréhender pour la récompense de 10 000 $, mais Valerie le contrecarre en permettant à un préposé aux toilettes de la dénoncer à la police à la place. Mlle Murgatroyd se présente alors et revendique Shane pour elle-même.

## Fiche technique
- Titre original : Satan Met a Lady
- Réalisation : William Dieterle
- Scénario : Brown Holmes, adapté du Faucon de Malte de Dashiell Hammett, paru en 1929.

- Photographie : Arthur Edeson
- Montage : Warren Low
- Direction musicale : Leo F. Forbstein
- Direction artistique : Max Parker
- Costumes : Orry-Kelly
- Production : Henry Blanke
- Société de production : Warner Bros. Pictures
- Pays d'origine :  États-Unis
- Langue : Anglais
- Format : noir et blanc - son : mono
- Genre : film dramatique, film policier, thriller, film noir
- Durée : 74 minutes
- Dates de sortie : 
  - États-Unis 22 juillet 1936

## Distribution
- Bette Davis : Valerie Purvis
- Warren William : Ted Shayne
- Alison Skipworth : madame Barabbas
- Arthur Treacher : Anthony Travers
- Marie Wilson : miss Murgatroyd
- Wini Shaw : Mme Astrid Ames
- Porter Hall : Ames
- Olin Howland : sergent Roy Dunhill
- Charles C. Wilson : lieutenant Pollock

## Galerie

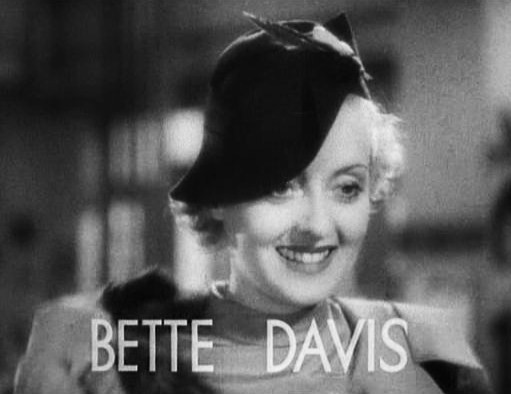
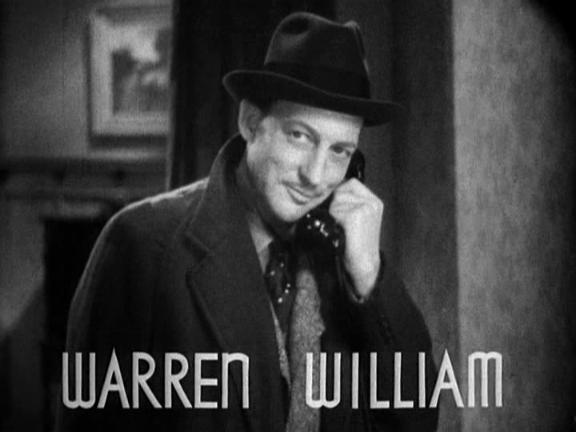
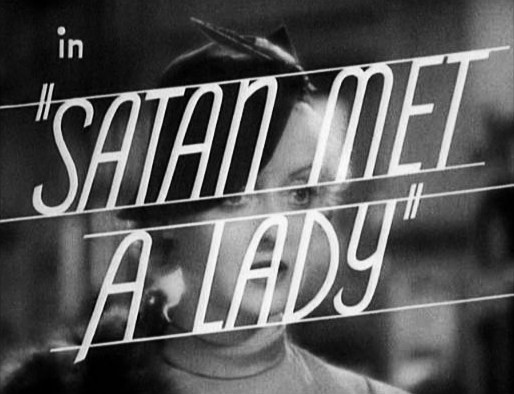
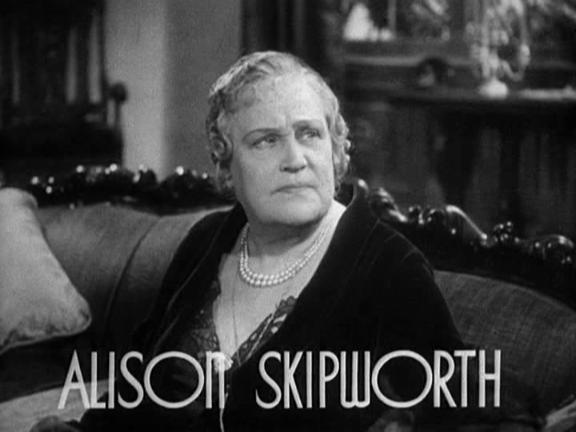
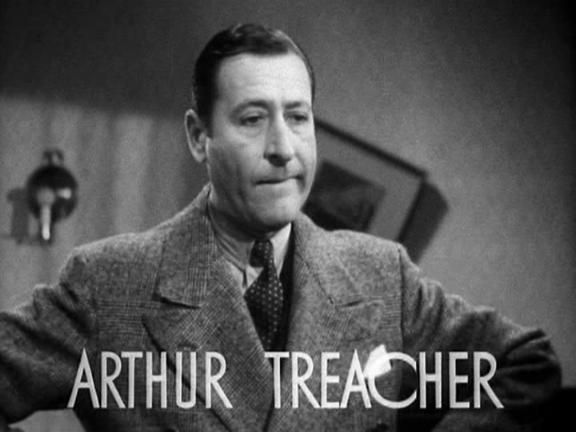
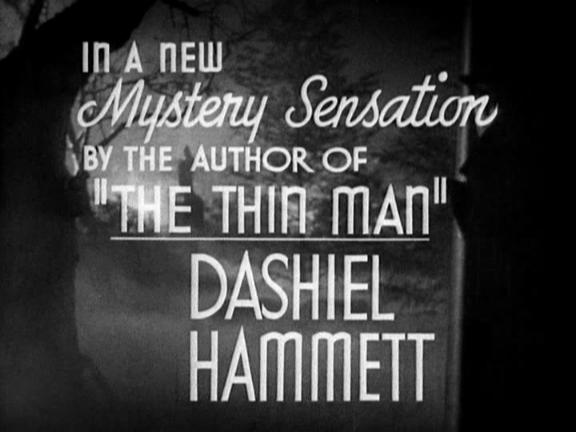